# Moulhard
Moulhard är en kommun i departementet Eure-et-Loir i regionen Centre-Val de Loire strax norr om centrala Frankrike. Kommunen ligger i kantonen Authon-du-Perche som tillhör arrondissementet Nogent-le-Rotrou. År 2022 hade Moulhard 139 invånare.

## Befolkningsutveckling
Antalet invånare i kommunen Moulhard
Referens:INSEE